# Icamiabas
Die Icamiabas (von Tupi i + kama + îaba, etwa „Brustamputierte“) waren in den Legenden der Tupi ein sagenhafter Stamm amazonenhafter Kriegerinnen, deren Herrschaftsgebiet sich irgendwo in der Amazonasregion befinden sollte. 
Bemerkenswert ist nicht nur, dass die Tupí-Bezeichnung völlig der populären antiken Etymologie von Amazone (a + mazos „ohne Brust“) entspricht, sondern auch andere Ähnlichkeiten mit antiken Berichten über die Amazonen: Sie leben ohne Männer, treffen sich nur einmal im Jahr zum Zweck der Fortpflanzung, wenn das Neugeborene ein Mädchen ist, bleibt es bei den Icamiabas, die Jungen werden zu ihren Vätern geschickt.
Keine Parallele in der europäischen Antike haben die eng mit den Erzählungen über die Icamiabas verknüpften legendären Muiraquitãs, aus grünem Stein gefertigte Amulette, welche die Icamiabas manchmal ihren Liebhabern schenkten.
In dem brasilianischen Roman Macunaíma von Mário de Andrade erhält der Titelheld von seiner Geliebten Ci, der Mutter des Urwalds und Anführerin der Icamiabas, bevor diese an einer Liane in den Himmel steigt und zum Stern Beta Centauri wird, einen Muiraquitã in Form eines Kaimans, verliert ihn aber. Seine Versuche, den Muiraquitã wieder in seinen Besitz zu bringen, bilden den roten Faden der Romanhandlung.